# Collodictyon
Collodictyon (лат.) — род одноклеточных эукариот, родство которого с остальными протистами долгое время не удавалось установить. Систематическое положение рода дискуссионно, но чаще его вместе с несколькими родственными протистами выделяют в отдельную ветвь эукариот.

## Описание
Представители рода Collodictyon достигают 30—50 мкм в длину. Они могут выпускать широкие псевдоподии и имеют 4 жгутика равной длины, а также вентральную бороздку, которая служит для питания и делит продольно клетку на две половины. По бокам бороздка поддерживается корешками микротрубочек. Отсутствует целлюлозная клеточная стенка, хлоропласты и стигмы, однако в цитоплазме содержится много вакуолей. Форма клетки может быть различной, но чаще всего она обратнояйцевидная или эллипсоидная. Боковые стенки клетки могут иметь угловые утолщения, сходящиеся к широкой, усечённой и округлой вершине. К заднему краю границы клетки сужаются, они несут 1—3 доли или просто закруглены. Здесь образуются псевдоподии. Ядро, как правило, лежит в задней половине клетки. Митохондрии имеют трубчатые кристы. Присутствуют подковообразные диктиосомы.
Клетки Collodictyon делятся закрытым митозом, при котором ядерная оболочка не разрушается. Число хромосом — 7 или 8.
Представители Collodictyon являются хищниками и питаются другими одноклеточными организмами, в том числе водорослями. Пища направляется к вентральной бороздке при помощи жгутиков и псевдоподий. Имеются свидетельства, что при нехватке питательных веществ они могут поедать друг друга.

## Распространение
Первоначально Collodictyon triciliatum был описан на острове Бомбей, позднее — в Центральной Европе. В Европе этот вид встречается от Испании до Норвегии. Collodictyon также был обнаружен в Северной Америке.

## Систематика
Collodictyon triciliatum впервые был описан Картером (англ. H. J. Carter) в 1865 году. В 1917 году Collodictyon был отнесён в тип Polymastigina как простейший и наиболее примитивный эукариотический организм.
Collodictyon достоверно является родственником рода Diphylleia. Два этих рода объединяются в семейство Collodictyonidae. Долгое время родственные связи представителей Collodictyonidae были неясными.
В 2016 году Томас Кавалир-Смит включил семейство Collodictyonidae в таксон Varisulca группы Podiata, к которой также относятся униконты (Unikonta) и несколько небольших групп протистов. Систематики с сайта World Register of Marine Species на январь 2020 года относят род Collodictyon к отряду Diphylleida из типа Apusozoa. Группа протистологов во главе с С. М. Адлом в своей работе по макросистематике эукариот 2019 года выделили семейство Collodictyonidae в отдельную кладу эукариот CRuMs вместе с таксоном Rigifilida и родом Mantamonas. Возможно, она родственна амёбозоям и заднежгутиковым.

### Классификация
На январь 2020 года в род включают 3 вида:
- Collodictyon indicum M.O.P.Iyengar, 1981
- Collodictyon sphaericum R.E.Norris, 1964
- Collodictyon triciliatum H.J.Carter, 1865typus

В разные годы поступали сообщения об открытии ещё одного вида, Collodictyon hongkongense, однако позднее оригинальное описание было признано ошибочным, и в настоящее время указанный вид не выделяется.